# Lijst van gemeentelijke monumenten in Utrechtse Heuvelrug
De gemeente Utrechtse Heuvelrug heeft 536 gemeentelijke monumenten. Hieronder een overzicht. Zie ook de rijksmonumenten in Utrechtse Heuvelrug.

## Amerongen
De plaats Amerongen kent 82 gemeentelijke monumenten, zie de Lijst van gemeentelijke monumenten in Amerongen.

## Driebergen-Rijsenburg
De plaats Driebergen-Rijsenburg kent 218 gemeentelijke monumenten, zie de Lijst van gemeentelijke monumenten in Driebergen-Rijsenburg.

## Doorn
De plaats Doorn kent 136 gemeentelijk monument, zie de Lijst van gemeentelijke monumenten in Doorn.

## Leersum
De plaats Leersum kent 29 gemeentelijke monumenten:
| Object                                     | Bouwjaar     | Architect | Locatie                | Coördinaten                  | Nr.        | Afbeelding                                 |
| ------------------------------------------ | ------------ | --------- | ---------------------- | ---------------------------- | ---------- | ------------------------------------------ |
| Schaapskooi                                |              |           | Bovenhaarweg bij nr. 6 | 52° 2' 23" NB, 5° 28' 7" OL  | 1581/WN438 | Schaapskooi                                |
| Langhuisboerderij                          |              |           | Bovenhaarweg 6a        | 52° 2' 11" NB, 5° 28' 9" OL  | 1581/WN439 | Langhuisboerderij                          |
| Langhuisboerderij                          |              |           | Bremweg 14             | 52° 0' 53" NB, 5° 23' 43" OL | 1581/WN440 | Upload foto                                |
| Boerderij "Jacobshoeve" met dwars voorhuis | 1949         |           | Gooyerdijk 22/24       | 52° 0' 35" NB, 5° 21' 54" OL | 1581/WN441 | Boerderij "Jacobshoeve" met dwars voorhuis |
| Boerderij met dwars voorhuis               | 1892         |           | Haarweg 82             | 52° 2' 48" NB, 5° 27' 53" OL | 1581/WN442 | Meer afbeeldingen                          |
| Landhuis                                   | 1936         |           | Hoflaan 1b             | 52° 0' 45" NB, 5° 25' 31" OL | 1581/WN443 | Landhuis                                   |
| Tramstation met woning                     |              |           | Hoflaan 2              | 52° 0' 46" NB, 5° 25' 29" OL | 1581/WN444 | Tramstation met woning                     |
| Woonhuis                                   | 1921         |           | Hoflaan 3b             | 52° 0' 43" NB, 5° 25' 30" OL | 1581/WN445 | Woonhuis                                   |
| Poortgebouw                                | 1950         |           | De Hoogstraat 6        | 52° 1' 49" NB, 5° 23' 46" OL | 1581/WN446 | Poortgebouw                                |
| Landhuis                                   | 1949         |           | De Hoogstraat 8        | 52° 1' 52" NB, 5° 23' 57" OL | 1581/WN447 | Landhuis                                   |
| Boerderij                                  | 1860         |           | Kerkweg 18             | 52° 0' 34" NB, 5° 25' 54" OL | 1581/WN448 | Boerderij                                  |
| Industrieel complex                        | 1929         |           | Maarsbergseweg 21-23   | 52° 1' 21" NB, 5° 25' 5" OL  | 1581/WN449 | Industrieel complex                        |
| Woonhuis "Maria"                           | 1928         |           | Middelweg 30           | 52° 0' 45" NB, 5° 25' 17" OL | 1581/WN450 | Woonhuis "Maria"                           |
| Dubbel woonhuis                            | 1938         |           | Rijksstraatweg 34-36   | 52° 0' 33" NB, 5° 26' 13" OL | 1581/WN451 | Dubbel woonhuis                            |
| Woon-winkelpand                            | 1895         |           | Rijksstraatweg 42-44   | 52° 0' 35" NB, 5° 26' 10" OL | 1581/WN452 | Woon-winkelpand                            |
| Gemeentehuis                               | 1848         |           | Rijksstraatweg 46      | 52° 0' 36" NB, 5° 26' 8" OL  | 1581/WN453 | Gemeentehuis                               |
| Herenhuis "Wel te Vreden"                  | ca.1900-1910 |           | Rijksstraatweg 61      | 52° 0' 29" NB, 5° 26' 17" OL | 1581/WN454 | Herenhuis "Wel te Vreden"                  |
| Landhuis "Boschzicht" met tuinhuisje       | 1925         |           | Rijksstraatweg 65      | 52° 0' 29" NB, 5° 26' 15" OL | 1581/WN455 | Landhuis "Boschzicht" met tuinhuisje       |
| Woonhuis "Boschlust" met tuinprieel        | 1920         |           | Rijksstraatweg 73      | 52° 0' 31" NB, 5° 26' 13" OL | 1581/WN456 | Woonhuis "Boschlust" met tuinprieel        |
| Villa "Zonhof"                             | 1925         |           | Rijksstraatweg 138     | 52° 0' 46" NB, 5° 25' 37" OL | 1581/WN457 | Villa "Zonhof"                             |
| Voormalige dienstwoning                    | 1925         |           | Rijksstraatweg 241     | 52° 0' 49" NB, 5° 25' 21" OL | 1581/WN458 | Voormalige dienstwoning                    |
| Voormalig schakelstation                   |              |           | Rijksstraatweg 243     | 52° 0' 49" NB, 5° 25' 21" OL | 1581/WN459 | Voormalig schakelstation                   |
| Algemene begraafplaats                     |              |           | Scherpenzeelseweg 12   | 52° 0' 45" NB, 5° 26' 4" OL  | 1581/WN460 | Algemene begraafplaats                     |
| Landhuis                                   | 1965         |           | Scherpenzeelseweg 49   | 52° 1' 44" NB, 5° 27' 24" OL | 1581/WN461 | Landhuis                                   |
| Landhuis                                   | 1920         |           | Scherpenzeelseweg 90   | 52° 1' 41" NB, 5° 27' 37" OL | 1581/WN462 | Landhuis                                   |
| Langhuisboerderij "De Traai"               | 1885         |           | Traaiweg 1             | 52° 0' 24" NB, 5° 23' 1" OL  | 1581/WN463 | Langhuisboerderij "De Traai"               |
| Boerderij                                  |              |           | Traaiweg 6             | 52° 0' 36" NB, 5° 23' 30" OL | 1581/WN464 | Boerderij                                  |
| Boerderij complex                          |              |           | Zandweg 2              | 52° 0' 41" NB, 5° 22' 54" OL | 1581/WN465 | Meer afbeeldingen                          |
| Voormalige voorraadschuur ‘het Speyk’      | 1800         |           | Zandweg 5              | 52° 0' 44" NB, 5° 23' 22" OL | 1581/WN466 | Voormalige voorraadschuur ‘het Speyk’      |

## Maarn
De plaats Maarn kent 36 gemeentelijke monumenten:
| Object | Bouwjaar               | Architect | Locatie | Coördinaten                  | Nr.        | Afbeelding |
| --- | ---------------------- | --------- | --- | ---------------------------- | ---------- | --- |
| Landhuis | 1904-1905              |           | Amersfoortseweg 1 | 52° 3' 25" NB, 5° 21' 1" OL  | 1581/WN467 | Landhuis |
| Voormalig koetshuis van nr. 1 | 1904-1905              |           | Amersfoortseweg 3 | 52° 3' 20" NB, 5° 21' 6" OL  | 1581/WN468 | Voormalig koetshuis van nr. 1 |
| Woonhuis | 1928                   |           | Amersfoortseweg 34 | 52° 3' 47" NB, 5° 21' 26" OL | 1581/WN469 | Woonhuis |
| Voormalig koetshuis | derde kwart 19de eeuw  |           | Amersfoortseweg 38 | 52° 3' 51" NB, 5° 21' 30" OL | 1581/WN470 | Voormalig koetshuis |
| Herenhuis | 1861-1865              |           | Amersfoortseweg 40 | 52° 3' 55" NB, 5° 21' 28" OL | 1581/WN471 | Herenhuis |
| St. Theresiakerk en pastorie | 1926-1927              |           | Amersfoortseweg 48-50 | 52° 4' 2" NB, 5° 21' 28" OL  | 1581/WN472 | Meer afbeeldingen |
| Woonhuis | circa 1910             |           | Amersfoortseweg 54-54a | 52° 4' 10" NB, 5° 21' 28" OL | 1581/WN473 | Woonhuis |
| Landhuis met tuin | 1924                   |           | Amersfoortseweg 56 | 52° 4' 11" NB, 5° 21' 28" OL | 1581/WN474 | Landhuis met tuin |
| Woonhuis met garage | 1924-1925              |           | Amersfoortseweg 58 | 52° 4' 11" NB, 5° 21' 28" OL | 1581/WN475 | Upload foto |
| Villa met erfafscheiding | 2de kwart 20ste eeuw   |           | Arie Boomweg 8 | 52° 4' 2" NB, 5° 21' 47" OL  | 1581/WN476 | Villa met erfafscheiding |
| Dwarshuisboerderij | 1923                   |           | Dwarsweg 1 | 52° 4' 28" NB, 5° 23' 24" OL | 1581/WN477 | Dwarshuisboerderij |
| Koetshuis | circa 1830             |           | Dwarsweg 3 | 52° 4' 29" NB, 5° 23' 24" OL | 1581/WN478 | Upload foto |
| Dwarshuisboerderij met stal | circa 1850             |           | Dwarsweg 5 | 52° 4' 27" NB, 5° 23' 28" OL | 1581/WN479 | Dwarshuisboerderij met stal |
| Langhuisboerderij | circa 1900             |           | Eikenlaan 2a | 52° 3' 39" NB, 5° 22' 22" OL | 1581/WN480 | Langhuisboerderij |
| Dubbel woonhuis | circa 1930             |           | Hoekenkamp 7-9-9a | 52° 4' 13" NB, 5° 21' 45" OL | 1581/WN481 | Dubbel woonhuis |
| Arbeiderswoning | circa 1920             |           | Kapelweg 18 | 52° 3' 47" NB, 5° 22' 18" OL | 1581/WN482 | Arbeiderswoning |
| Arbeiderswoning met twee leilindes | 1924                   |           | Kapelweg 20 | 52° 3' 47" NB, 5° 22' 17" OL | 1581/WN483 | Arbeiderswoning met twee leilindes |
| Woon-winkelpand | 1927                   |           | Kapelweg 33-35 | 52° 3' 48" NB, 5° 22' 9" OL  | 1581/WN484 | Woon-winkelpand |
| Villa | 1925-1930              |           | Kapelweg 41 | 52° 3' 48" NB, 5° 22' 6" OL  | 1581/WN485 | Villa |
| Kapel | 1916                   |           | Kapelweg 45 | 52° 3' 50" NB, 5° 22' 2" OL  | 1581/WN486 | Kapel |
| Woonhuis en hooiberg | circa 1895             |           | De Laagt 2 | 52° 4' 57" NB, 5° 20' 40" OL | 1581/WN487 | Woonhuis en hooiberg |
| Langhuisboerderij met schuur | 1893                   |           | De Laagt 6 | 52° 4' 50" NB, 5° 21' 28" OL | 1581/WN488 | Langhuisboerderij met schuur |
| Voormalige dienstwoning, behorende bij landhuis aan Dwarsweg 2 | begin 20ste eeuw       |           | Laan van Laag Kanje 4 | 52° 4' 41" NB, 5° 22' 50" OL | 1581/WN489 | Voormalige dienstwoning, behorende bij landhuis aan Dwarsweg 2 |
| Tuindorp Maarn: Woningbouwcomplex: 2 - en vier-onder-één-kap-woningentuinen en erfafscheidingen, alsmede de steden-bouwkundige structuur en de bijbehorende voor- en achter-tuinen en erfafscheidingen, alsmede de steden-bouwkundige structuur en de groene aanleg van de wijk | 1923-1924 en 1956-1958 |           | Burgemeester E. Langeplein e.o. - Tuindorp Maarn: Burg. E. Langeplein 2-40, (ook onderdeel: Schoollaan 1-43 en 2-52, Sportlaan 17-19, Tuindorpweg 57-67 en 71-81 en 34-36, 38-40, 42-48 en 52-56, Vastmaarweg 2-4) | 52° 3' 55" NB, 5° 22' 10" OL | 1581/WN490 | Tuindorp Maarn: Woningbouwcomplex: 2 - en vier-onder-één-kap-woningentuinen en erfafscheidingen, alsmede de steden-bouwkundige structuur en de bijbehorende voor- en achter-tuinen en erfafscheidingen, alsmede de steden-bouwkundige structuur en de groene aanleg van de wijk |
| Arbeiderswoning | begin 20ste eeuw       |           | Maarnse Grindweg 14 | 52° 3' 45" NB, 5° 21' 33" OL | 1581/WN491 | Arbeiderswoning |
| Houten woonhuis | 1922                   |           | Meentsteeg 3 | 52° 4' 14" NB, 5° 23' 16" OL | 1581/WN492 | Houten woonhuis |
| Boerderij | circa 1900             |           | Meentsteeg 10 | 52° 4' 21" NB, 5° 24' 12" OL | 1581/WN493 | Boerderij |
| Onderdeel tuindorp Maarn (woningbouwcomplex, alsmede stedenbouwkundige structuur en de groene aanleg van de wijk) |                        |           | Sportlaan 17-19: zie Burgemeester E. Langeplein e.o. | 52° 3' 60" NB, 5° 22' 16" OL | 1581/WN494 | Onderdeel tuindorp Maarn (woningbouwcomplex, alsmede stedenbouwkundige structuur en de groene aanleg van de wijk) |
| Stationsgebouw | 1910                   |           | Stationsweg 1-3 | 52° 3' 58" NB, 5° 21' 10" OL | 1581/WN495 | Meer afbeeldingen |
| Bushokje | circa 1926             |           | Tuindorpweg bij Everwijn Langepl. | 52° 3' 54" NB, 5° 22' 11" OL | 1581/WN496 | Bushokje |
| Villa | 1930                   |           | Tuindorpweg 16 | 52° 3' 51" NB, 5° 22' 34" OL | 1581/WN497 | Villa |
| Onderdeel tuindorp Maarn (woningbouwcomplex, alsmede stedenbouwkundige structuur en de groene aanleg van de wijk ) |                        |           | Tuindorpweg 57-67 en 71-81 en 34-36, 38-40, 42-48 en 52-56: zie Burgemeester E. Langeplein e.o. | 52° 3' 52" NB, 5° 22' 14" OL | 1581/WN498 | Onderdeel tuindorp Maarn (woningbouwcomplex, alsmede stedenbouwkundige structuur en de groene aanleg van de wijk ) |
| Onderdeel tuindorp Maarn (woningbouwcomplex, alsmede stedenbouwkundige structuur en de groene aanleg van de wijk) |                        |           | Vastmaarweg 2-4: zie Burgemeester E. Langeplein e.o. | 52° 3' 58" NB, 5° 22' 8" OL  | 1581/WN499 | Onderdeel tuindorp Maarn (woningbouwcomplex, alsmede stedenbouwkundige structuur en de groene aanleg van de wijk) |
| Langhuisboerderij | 1917                   |           | De Venen 2 | 52° 3' 39" NB, 5° 22' 51" OL | 1581/WN500 | Upload foto |
| Langhuisboerderij | 2de helft 19de eeuw    |           | Vinkenbuurtweg 6 | 52° 4' 9" NB, 5° 22' 20" OL  | 1581/WN501 | Langhuisboerderij |
| Begraafplaats | 1924                   |           | J. van Wassenaerlaan 2 | 52° 4' 2" NB, 5° 22' 45" OL  | 1581/WN502 | Begraafplaats |
| Onderdeel tuindorp Maarn (woningbouwcomplex, alsmede stedenbouwkundige structuur en de groene aanleg van de wijk) |                        |           | Schoollaan 1-43 en 2-52: zie Burgemeester E. Langeplein e.o. | 52° 3' 54" NB, 5° 22' 15" OL | 1581/WN537 | Onderdeel tuindorp Maarn (woningbouwcomplex, alsmede stedenbouwkundige structuur en de groene aanleg van de wijk) |

## Maarsbergen
De plaats Maarsbergen kent 31 gemeentelijke monumenten:
| Object                                                          | Bouwjaar             | Architect | Locatie               | Coördinaten                  | Nr.        | Afbeelding                                                      |
| --------------------------------------------------------------- | -------------------- | --------- | --------------------- | ---------------------------- | ---------- | --------------------------------------------------------------- |
| Geschakelde woonhuizen                                          | circa 1900           |           | Andersteinweg 1-3     | 52° 3' 30" NB, 5° 23' 47" OL | 1581/WN503 | Geschakelde woonhuizen                                          |
| Langhuisboerderij                                               | circa 1923           |           | Van Beuningenlaan 34a | 52° 3' 32" NB, 5° 24' 27" OL | 1581/WN504 | Upload foto                                                     |
| Woonhuis                                                        | circa 1900           |           | Buurtsteeg 1          | 52° 2' 57" NB, 5° 23' 43" OL | 1581/WN505 | Upload foto                                                     |
| Langhuisboerderij en varkensstal                                | 19de eeuw            |           | Buurtsteeg 5          | 52° 2' 57" NB, 5° 23' 36" OL | 1581/WN506 | Upload foto                                                     |
| Langhuisboerderij                                               | 1893                 |           | Griftdijk 2           | 52° 4' 0" NB, 5° 24' 40" OL  | 1581/WN507 | Langhuisboerderij                                               |
| Langhuisboerderij                                               | 1905                 |           | Hof ter Heideweg 1    | 52° 3' 22" NB, 5° 23' 45" OL | 1581/WN508 | Langhuisboerderij                                               |
| Dwarshuisboerderij met schuur, hooiberg, bakhuisje en eikenlaan | 1827                 |           | Rottegatsteeg 3       | 52° 3' 57" NB, 5° 25' 33" OL | 1581/WN509 | Dwarshuisboerderij met schuur, hooiberg, bakhuisje en eikenlaan |
| Dwarshuisboerderij                                              | 1913                 |           | Rottegatsteeg 7       | 52° 4' 1" NB, 5° 25' 59" OL  | 1581/WN510 | Dwarshuisboerderij                                              |
| Langhuisboerderij                                               | 1810                 |           | Rumelaarseweg 18      | 52° 4' 4" NB, 5° 26' 12" OL  | 1581/WN511 | Upload foto                                                     |
| Woonhuis                                                        | begin 20ste eeuw     |           | Scherpenzeelseweg 2   | 52° 2' 31" NB, 5° 24' 43" OL | 1581/WN512 | Woonhuis                                                        |
| Boerderij                                                       | 1911                 |           | Scherpenzeelseweg 42  | 52° 2' 42" NB, 5° 24' 55" OL | 1581/WN513 | Boerderij                                                       |
| Langhuisboerderij met stal en kastanjeboom                      | rond 1900            |           | Slappedel 36          | 52° 4' 25" NB, 5° 24' 22" OL | 1581/WN514 | Langhuisboerderij met stal en kastanjeboom                      |
| Watertoren                                                      | 1928-1929            |           | Valkenheide ongen.    | 52° 2' 26" NB, 5° 25' 2" OL  | 1581/WN515 | Watertoren                                                      |
| Voormalige dienstwoning                                         | 1919-1922            |           | Valkenheide 29        | 52° 2' 29" NB, 5° 24' 51" OL | 1581/WN516 | Upload foto                                                     |
| Dubbele woning                                                  | 2e kwart 20ste eeuw  |           | Valkenheide 31-32     | 52° 2' 24" NB, 5° 25' 12" OL | 1581/WN517 | Upload foto                                                     |
| Dubbele woning                                                  | 2e kwart 20ste eeuw  |           | Valkenheide 33-34     | 52° 2' 27" NB, 5° 25' 10" OL | 1581/WN518 | Upload foto                                                     |
| Vrijstaand pand, heden museum                                   | circa 1930           |           | Valkenheide 38        | 52° 2' 25" NB, 5° 25' 2" OL  | 1581/WN519 | Vrijstaand pand, heden museum                                   |
| Villa                                                           | circa 1925           |           | Woudenbergseweg 2     | 52° 2' 1" NB, 5° 24' 54" OL  | 1581/WN520 | Villa                                                           |
| Dubbele woning                                                  | 2de kwart 20ste eeuw |           | Woudenbergseweg 6-8   | 52° 2' 4" NB, 5° 24' 53" OL  | 1581/WN521 | Dubbele woning                                                  |
| Dubbele woning                                                  | 2de kwart 20ste eeuw |           | Woudenbergseweg 14-16 | 52° 2' 8" NB, 5° 24' 51" OL  | 1581/WN522 | Upload foto                                                     |
| Boerderij                                                       | 1852                 |           | Woudenbergseweg 13    | 52° 3' 39" NB, 5° 24' 13" OL | 1581/WN523 | Upload foto                                                     |
| Driebeukige stal, tuinmuur, waterpartij                         | 1905                 |           | Woudenbergseweg 13a   | 52° 3' 40" NB, 5° 24' 14" OL | 1581/WN524 | Upload foto                                                     |
| Voormalige tuinmanswoning van Anderstein                        | 1902                 |           | Woudenbergseweg 15    | 52° 3' 43" NB, 5° 24' 19" OL | 1581/WN525 | Upload foto                                                     |
| Dubbele ambtenaarswoning Valkenheide                            | 1926                 |           | Woudenbergseweg 20-22 | 52° 2' 11" NB, 5° 24' 50" OL | 1581/WN526 | Upload foto                                                     |
| Villa                                                           | begin 20ste eeuw     |           | Woudenbergseweg 30    | 52° 2' 16" NB, 5° 24' 48" OL | 1581/WN527 | Villa                                                           |
| Voormalige portierswoning                                       | circa 1920           |           | Woudenbergseweg 32    | 52° 2' 19" NB, 5° 24' 46" OL | 1581/WN528 | Voormalige portierswoning                                       |
| Directeurswoning                                                | begin 20ste eeuw     |           | Woudenbergseweg 34    | 52° 2' 24" NB, 5° 24' 46" OL | 1581/WN529 | Upload foto                                                     |
| Voormalige dienstwoning                                         | begin 20ste eeuw     |           | Woudenbergseweg 36    | 52° 2' 27" NB, 5° 24' 42" OL | 1581/WN530 | Voormalige dienstwoning                                         |
| Hofstede annex herberg                                          | 2de kwart 18de eeuw  |           | Woudenbergseweg 44    | 52° 3' 18" NB, 5° 24' 16" OL | 1581/WN531 | Hofstede annex herberg                                          |
| Voormalige openbare school en meesterhuis                       | 1862                 |           | Woudenbergseweg 56-58 | 52° 3' 28" NB, 5° 24' 13" OL | 1581/WN532 | Voormalige openbare school en meesterhuis                       |
| Dwarshuisboerderij en stenen schuur                             | circa 1880           |           | Woudenbergseweg 92a   | 52° 3' 40" NB, 5° 24' 33" OL | 1581/WN533 | Upload foto                                                     |

## Overberg
De plaats Overberg kent 3 gemeentelijke monumenten:
| Object                                                  | Bouwjaar | Architect | Locatie        | Coördinaten                  | Nr.        | Afbeelding                                              |
| ------------------------------------------------------- | -------- | --------- | -------------- | ---------------------------- | ---------- | ------------------------------------------------------- |
| Langhuisboerderij, 'Bovenste Ruwe Hofstede', met schuur |          |           | Bergweg 20-22  | 52° 2' 12" NB, 5° 29' 28" OL | 1581/WN534 | Langhuisboerderij, 'Bovenste Ruwe Hofstede', met schuur |
| Langhuisboerderij, ‘’t Eind’ met schaapskooi            |          |           | Eindseweg 2-2a | 52° 1' 41" NB, 5° 29' 51" OL | 1581/WN535 | Langhuisboerderij, ‘’t Eind’ met schaapskooi            |
| Langhuisboerderij, "De Hucht"                           |          |           | De Hucht 30    | 52° 2' 20" NB, 5° 29' 59" OL | 1581/WN536 | Langhuisboerderij, "De Hucht"                           |